# Hilde Louise Asbjørnsen
Hilde Louise Asbjørnsen (Sykkylven, 3 giugno 1976) è una cantante norvegese. Jazzista, cantautrice e cabarettista, è nota sia per i suoi album discografici che per le sue esibizioni teatrali.

## Biografia
Hilde Louise Asbjørnsen si è trasferita nella capitale norvegese nel 1996 per studiare Teatro all'Università di Oslo, per poi laurearsi nel 2001. Tre anni dopo è uscito il suo album di debutto Eleven Nights, ma il suo principale successo commerciale è stato grazie al quarto album, Sound Your Horn, che nel 2008 ha raggiunto l'8ª posizione nella classifica norvegese. Ha piazzato nella top 40 nazionale anche Never Ever Going Back, che ha raggiunto il 26º posto nel 2010, e il disco natalizio Round About Christmas, che nel 2013 è arrivato alla 18ª posizione.
Attiva anche in campo teatrale, nel 2011 Hilde Louise Asbjørnsen ha ricevuto il Komiprisen per la migliore attrice dell'anno per il suo spettacolo The Producers all'Oslo Nye Teater. Vincerà nuovamente il premio nel 2016 per l'opera comica The Lulu Show - livet er en dans.

## Discografia

### Album in studio
- 2004 – Eleven Nights
- 2005 – Birdie Blues
- 2006 – No vil eg vake med deg
- 2008 – Sound Your Horn
- 2010 – Never Ever Going Back
- 2011 – Divin' at the Oceansound
- 2012 – Månesjuk
- 2013 – Round About Christmas
- 2015 – Don't Stay for Breakfast
- 2018 – Red Lips, Knuckles and Bones

### Raccolte
- 2014 – Sweet Morning Music

### Singoli
- 2005 – All He Needs to Know
- 2009 – Yellow Days
- 2010 – Trans Siberia
- 2013 – Christmas Is a Lullaby
- 2014 – Hovedøen
- 2015 – Don't Stay for Breakfast
- 2019 – Red Lips

#### Come artista ospite
- 2007 – Strange Love (Koop feat. Hilde Louise Asbjørnsen)
- 2018 – Let the Music Be Wise (Kew & R. Richards feat. Hilde Louise Asbjørnsen)